# Sonnenfinsternis vom 3. Oktober 2005
Die ringförmige Sonnenfinsternis vom 3. Oktober 2005 war in den Vormittags- und Mittagsstunden von Mitteleuropa aus in ihrer partiellen Phase beobachtbar. Ihr ringförmiger Verlauf begann im Nordatlantik und ging über die Iberische Halbinsel, das Mittelmeer und durch Nord- und Ostafrika. Etwa auf der Höhe des Äquators setzte sich die Zentrallinie der Finsternis im Indischen Ozean in östlicher Richtung fort. Das Maximum der Finsternis wurde im Sudan erreicht, dort dauerte die ringförmige Phase 4 Minuten und 31,5 Sekunden, die maximale Breite der ringförmigen Zone betrug 164 Kilometer.

## Beobachtungen

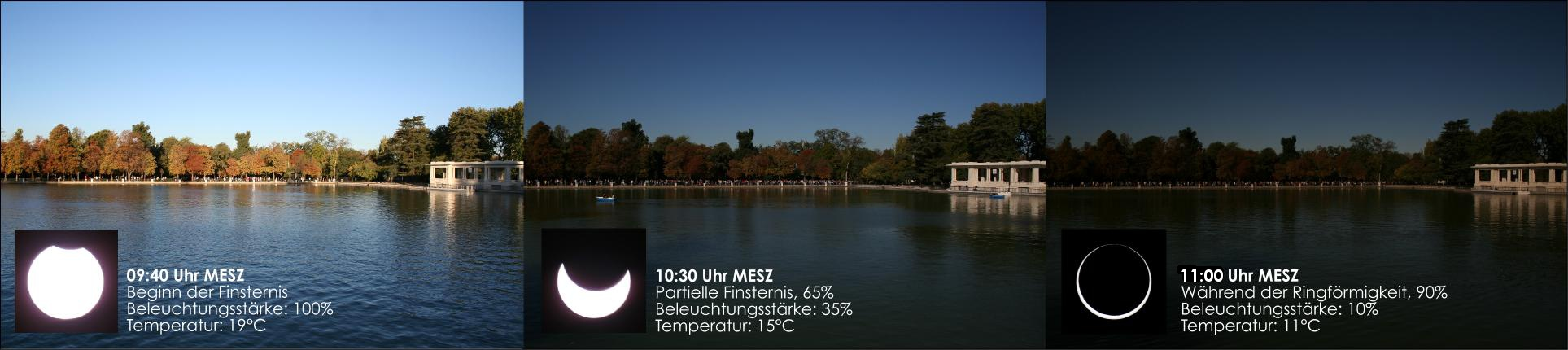
Beleuchtung während der Sonnenfinsternis in Madrid

Durch die verhältnismäßig gute Erreichbarkeit und den auf einen Montag fallenden Tag der Deutschen Einheit gab es einigen Finsternistourismus, der jedoch weit hinter dem Ausmaß der totalen Sonnenfinsternis vom 11. August 1999 zurückblieb.
Es konnten scharfe Schatten, ein kurzer Perlschnureffekt und eine deutliche Abkühlung wahrgenommen werden.

## Folgende Sonnenfinsternisse in Spanien
Für Spanien war dies die erste von acht zentralen Sonnenfinsternissen im 21. Jahrhundert, davon drei totale und fünf ringförmige Sonnenfinsternisse. Es folgen die totalen Sonnenfinsternisse vom 12. August 2026, 2. August 2027 und 12. September 2053, sowie die ringförmigen Sonnenfinsternisse vom 26. Januar 2028, 5. November 2059, 13. Juli 2075 und 27. Februar 2082.